# Президентски избори в САЩ (2024)
Президентските избори в САЩ през 2024 година са 60-ите подред избори за президент на Съединените американски щати. Те са насрочени за вторник, 5 ноември 2024 г. На тях се избират президент и вицепрезидент с мандат от четири години. Настоящият вицепрезидент Камала Харис се кандидатира за президент от Демократическата партия. Неин опонент е бившият президент Доналд Тръмп, член на Републиканската партия, който се бори за втори, непоследователен мандат. Редица съперници на първичните избори също са декларирали своите кандидатури за номинацията на двете основни партии. Датата за встъпване в длъжност на победителя от изборите е определена да е 20 януари 2025 г.

## Кандидати

### Демократическа партия
| Име                  | Име | Дата и място на раждане                                  | Представяне | Щат        | Предизборна кампания и дата на обявяване                                                                | Изт.   |
| -------------------- | --- | -------------------------------------------------------- | --- | ---------- | --- | ------ |
| Камала Харис         |     | 20 октомври 1964 г. Оукланд (Калифорния) щата Калифорния | Вицепрезидент на САЩ (2021 – настояще) Сенатор от Калифорния (2017 – 2021)                                                  | Делауеър   | (Кампания)25 април 2023 г. (дата на подаване на документи във Федералната избирателна комисия) Уебсайт  |        |
| Робърт Кенеди-младши |     | 17 януари 1954 г. Вашингтон, окръг Колумбия              | Адвокат по околна среда Основател на организациите – „Защита на здравето на децата“ и „Алианс на пазителите на водата“      | Калифорния | (Кампания) 19 април 2023 г. (дата на подаване на документи във Федералната избирателна комисия) Уебсайт | [ 9 ]  |
| Мариан Уилямсън      |     | 8 юли 1952 г. Хюстън, щата Тексас                        | Автор на произведения Основател на организацията за безплатна храна „Project Angel Food“ Кандидат за президент през 2020 г. | Калифорния | (Кампания) 4 март 2023 г. (дата на подаване на документи във Федералната избирателна комисия) Уебсайт   | [ 11 ] |

#### Други заявени кандидатури
- Джо Екзотик (р. 1963, Гардън Сити, Канзас) – бизнесмен и известен в медиите, осъден за престъпления. Бил е независим кандидат за президент през 2016 г.

### Републиканска партия
| Име             | Име | Дата и място на раждане                                                     | Представяне | Щат            | Предизборна кампания и дата на обявяване                                                          | Изт.   |
| --------------- | --- | --------------------------------------------------------------------------- | --- | -------------- | ------------------------------------------------------------------------------------------------- | ------ |
| Райън Бинкли    |     | 19 ноември 1967 г. Кълъмбъс, щата Джорджия                                  | Съосновател и главен изпълнителен директор на „Generational Equity Group“ (от 2006 г.) Съосновател и водещ пастор на Create Church                                  | Тексас         | 23 април 2023 г. (дата на подаване на документи във Федералната избирателна комисия) Уебсайт      | [ 13 ] |
| Дъг Бургум      |     | 1 август 1956 г. Артур, щата Северна Дакота                                 | Губернатор на Северна Дакота (от 2016 г.) Старши вицепрезидент на Microsoft Business Solutions Group (2002 – 2007) Президент на Great Plains Software (1984 – 2001) | Северна Дакота | (Кампания)7 юни 2023 г. (дата на подаване на документи във Федералната избирателна комисия)       | [ 15 ] |
| Крис Кристи     |     | 6 септември 1962 г. Нюарк, щата Ню Джърси                                   | Губернатор на Ню Джърси (2010 – 2018) Кандидат за президент (2016) Прокурор на САЩ за окръг Ню Джърси (2002 – 2008)                                                 | Ню Джърси      | (Кампания)6 юни 2023 г. (дата на подаване на документи във Федералната избирателна комисия)       | [ 17 ] |
| Рон Десантис    |     | 14 септември 1978 г. Джаксънвил, щата Флорида                               | Губернатор на Флорида (от 2019 г.) Член на Камарата на представителите от Флорида (2013 – 2018)                                                                     | Флорида        | (Кампания)24 май 2023 г. (дата на подаване на документи във Федералната избирателна комисия)      | [ 19 ] |
| Лари Елдър      |     | 27 април 1952 г. Лос Анджелис, щата Калифорния                              | Водещ на „Шоуто на Лари Елдър“ (1993 – 2022) Кандидат за губернатор на Калифорния през 2021 г.                                                                      | Калифорния     | (Кампания)20 април 2023 г. (дата на подаване на документи във Федералната избирателна комисия)    | [ 21 ] |
| Ники Хейли      |     | 20 януари 1972 г. Бамберг, щата Южна Каролина                               | Постоянен представител на САЩ в ООН (2017 – 2018) Губернатор на Южна Каролина (2011 – 2017) Член на Камарата на представителите на Южна Каролина (2005 – 2011)      | Южна Каролина  | (Кампания)14 февруари 2023 г. (дата на подаване на документи във Федералната избирателна комисия) | [ 23 ] |
| Уил Хърд        |     | 19 август 1977 г. Сан Антонио, щата Тексас                                  | Член на Камарата на представителите от Тексас (2015 – 2021) | Тексас         | (Кампания)22 юни 2023 г. (дата на подаване на документи във Федералната избирателна комисия)      | [ 25 ] |
| Аса Хътчинсън   |     | 3 декември 1950 г. Бентънвил, щата Арканзас                                 | Губернатор на Арканзас (2015 – 2023) Заместник-министър на вътрешната сигурност (2003 – 2005) Администратор на Администрацията за борба с наркотиците (2001 – 2003) | Арканзас       | (Кампания)6 април 2023 г. (дата на подаване на документи във Федералната избирателна комисия)     | [ 27 ] |
| Пери Джонсън    |     | 23 януари 1948 г. Долтън, щата Илинойс                                      | Основател на компания „Perry Johnson Registrars“ (от 1994 г.) Дисквалифициран кандидат за губернатор на Мичиган през 2022 г.                                        | Мичиган        | (Кампания)2 март 2023 г. (дата на подаване на документи във Федералната избирателна комисия)      | [ 29 ] |
| Майк Пенс       |     | 7 юни 1959 г. Кълъмбъс, щата Индиана                                        | Вицепрезидент на САЩ (2017 – 2021) Губернатор на Индиана (2013 – 2017) Член на Камарата на представителите от Индиана (2001 – 2013)                                 | Индиана        | (Кампания)5 юни 2023 г. (дата на подаване на документи във Федералната избирателна комисия)       | [ 31 ] |
| Вивек Рамасвами |     | 9 август 1985 г. Синсинати, щата Охайо                                      | Изпълнителен директор на „Strive Asset Management“ (от 2022 г.) Основател на „Roivant Sciences“ (2014 – 2021)                                                       | Охайо          | (Кампания)21 февруари 2023 г. (дата на подаване на документи във Федералната избирателна комисия) | [ 33 ] |
| Тим Скот        |     | 19 септември 1965 г. Северен Чарлстън, щата Северен Чарлстън, Южна Каролина | Сенатор от Южна Каролина (от 2013 г.) Член на Камарата на представителите от Южна Каролина (2009 – 2013)                                                            | Южна Каролина  | (Кампания)19 май 2023 г. (дата на подаване на документи във Федералната избирателна комисия)      | [ 35 ] |
| Франсис Суарес  |     | 6 октомври 1977 г. Маями, щата Флорида                                      | Кмет на Маями (от 2017 г.) Член на градската комисия в Маями (2009 – 2017)                                                                                          | Флорида        | (Кампания)14 юни 2023 г. (дата на подаване на документи във Федералната избирателна комисия)      | [ 37 ] |
| Доналд Тръмп    |     | 14 юни 1946 г. район Куинс, град Ню Йорк, щата Ню Йорк                      | Президент на САЩ (2017 – 2021) Председател на Тръмп Организейшън (1971 – 2017) Копродуцент и водещ на „Стажантът“ (2004 – 2015)                                     | Флорида        | (Кампания)15 ноември 2022 г. (дата на подаване на документи във Федералната избирателна комисия)  | [ 40 ] |

#### Други заявени кандидатури
- Джон Антъни Кастро (р. 1983, Ландщул, Западна Германия) – данъчен консултант, кандидатирал се многократно
- Ърл Уокър Джаксън-старши (р. 1952, Честър, Пенсилвания) – пастор, консервативен активист, кандидат за Сената на САЩ през 2012 г. и 2018 г. и номиниран за лейтенант-губернатор на Вирджиния през 2013 г.
- Стив Лафи (р. 1962, Уорик, Роуд Айланд) – кмет на Кранстън, Роуд Айлънд (2003 – 2007)
- Кори Стейпълтън (р. 1967, Сиатъл, Вашингтон) – държавен секретар на щата Монтана (2017 – 2021), член на Сената на Монтана (2001 – 2009)